# Erannis aescularia
Erannis aescularia là một loài bướm đêm trong họ Geometridae.